# Trappist-1
Trappist-1 ist ein etwa 40 Lichtjahre von der Erde entferntes Planetensystem, welches im Sternbild Wassermann liegt. Nachdem zunächst nur der Zentralstern, ein massearmer Roter Zwerg (ein ultrakühler Zwerg), 1999 beim Two Micron All Sky Survey entdeckt worden war und die Katalogbezeichnung 2MASS J23062928-0502285 erhalten hatte, wurde das Planetensystem nach der weiteren Erforschung mit dem Transiting Planets and Planetesimals Small Telescope (TRAPPIST) am La-Silla-Observatorium in Chile Trappist-1 genannt.
Ein Team von Astronomen unter der Führung von Michaël Gillon vom Institut d’Astrophysique et Géophysique an der Universität Lüttich in Belgien fand 2016 heraus, dass dieser dunkle und kühle Stern in regelmäßigen Abständen leicht an Helligkeit abnimmt, was darauf hindeutet, dass mehrere Objekte zwischen dem Stern und der Erde vorbeiziehen. Erste Untersuchungen ergaben über die Transitmethode zunächst Hinweise auf drei erdähnliche Planeten, die den Stern umkreisen. Am 22. Februar 2017 gab die NASA die Entdeckung weiterer vier erdähnlicher Planeten bekannt. Die Entdeckung war das Ergebnis wochenlanger Beobachtung von Trappist-1 mit Hilfe des Spitzer-Weltraumteleskops.

## Der Stern Trappist-1
Bei dem Stern Trappist-1 handelt es sich um einen sehr kleinen und leuchtschwachen roten Zwergstern. Er besitzt nur etwa ein Zwölftel der Masse und ein Neuntel des Durchmessers der Sonne. Seine Oberflächentemperatur liegt bei etwa 2550 K. Durch seine geringe Größe und Temperatur ist seine Gesamthelligkeit etwa ein 250.000-stel der Sonne.
Obwohl er im kosmischen Maßstab mit einem Abstand von etwa 40 Lichtjahren relativ nahe zu uns steht, ist er durch seine geringe Leuchtkraft nur mit den stärksten Teleskopen zu beobachten, denn seine scheinbare Helligkeit liegt nur bei etwa 19 mag. Er erscheint in Teleskopen dunkelrot mit einem hohen Anteil von Infrarotstrahlung.
Da unser eigenes Sonnensystem sehr präzise in der Bahnebene seiner Planeten steht, können von uns aus gesehen seine Planeten vor ihm durchgehen
(das gleiche gilt zufälligerweise auch umgekehrt, denn der Stern steht ganz in der Nähe der Ekliptik, aber nicht so nahe, dass er um den 5. März für Beobachter auf der Erde von der Sonne verdeckt würde), und damit stehen wir wahrscheinlich auch näherungsweise in der Äquatorebene des Sterns. Für seine projizierte äquatoriale Rotationsgeschwindigkeit v·sin i wurde ein Wert von 6 km/s gemessen, was somit auch der echten äquatorialen Rotationsgeschwindigkeit nahekommen dürfte.
Eine weitere Besonderheit ist, dass Trappist-1 für Beobachter auf der Erde mit einer relativ schnellen Eigenbewegung von 1,04 Bogensekunden/Jahr über den Himmel wandert. In Verbindung mit seiner Radialgeschwindigkeit von −56 km/s bedeutet dies, dass der Stern sich im Raum mit einer Geschwindigkeit von 82 km/s relativ zu unserer Sonne schräg an uns vorbei bewegt. Unter Beibehaltung dieser Bewegung wird der Stern nach etwa 100.000 Jahren seine größte Annäherung an die Sonne erreichen und dann nur noch etwa 29 Lichtjahre entfernt sein. Er wird in seiner größten Nähe aber nur unwesentlich um 0,6 mag heller erscheinen.
Das Alter des Systems wird in einer im Juni 2017 erschienenen Veröffentlichung auf 7,6 ± 2,2 Milliarden Jahre geschätzt.

## Planetensystem
Die beiden innersten Planeten haben Umlaufperioden von etwa 1,5 und 2,4 Tagen, die des siebten Planeten liegt im Bereich von 20 Tagen. Die Entfernungen zu ihrem Stern liegen zwischen einem Hundertstel  und einem Zwanzigstel des Abstands der Erde zur Sonne. Der Aufbau dieses Planetensystems ähnelt somit eher dem System der Jupitermonde als unserem Sonnensystem. Die Planeten umkreisen Trappist-1 vermutlich in einer gebundenen Rotation. Neben einer 1:1-Konstellation (Umlaufdauer des Satelliten : Rotationsperiode) wie beim System Erde-Mond, bei welcher der Satellit seinem Muttergestirn stets die gleiche Seite zuwendet, sind aber auch Konstellationen einer Spin-Orbit-Resonanz, z. B. 3:2 oder 5:3, denkbar. Bei einer 1:1-Konstellation würde ein Planet der Sonne stets die gleiche Seite zeigen, was zu extremen Temperaturdifferenzen führen kann. Bei einer dichten Atmosphäre würden diese durch starke Winde wieder etwas ausgeglichen werden und Leben wäre vor allem an der Tag-Nacht-Grenze möglich. Eine Spin-Orbit-Resonanz hätte nicht so gravierende Auswirkungen.
Da der Stern jedoch wesentlich lichtschwächer als die Sonne ist, erhalten die inneren zwei Planeten trotz ihrer Nähe zum Stern nur das Vier- bzw. Zweifache der Menge an Strahlung, die auf die Erde trifft. Dennoch befinden sie sich näher am Stern als die habitable Zone dieses Systems. Es ist jedoch möglich, dass auf ihren Oberflächen bewohnbare Regionen existieren. Das kombinierte Transmissionsspektrum von Trappist-1 b und c ergab eine wolkenfreie, wasserstoffbasierte Atmosphäre für diese beiden Planeten. Bei den Planeten Trappist-1 e, f und g geht die NASA davon aus, dass sie sich in der habitablen Zone befinden.
Da Rote Zwerge weitaus älter werden als sonnenähnliche Sterne, hätte Leben auf Planeten von ihnen auch weitaus mehr Zeit, sich zu entwickeln. Der an der Entdeckung beteiligte Astronom Michaël Gillon sieht mit Trappist-1 vergleichbare Systeme als die vielversprechendsten Kandidaten für mögliches Leben.

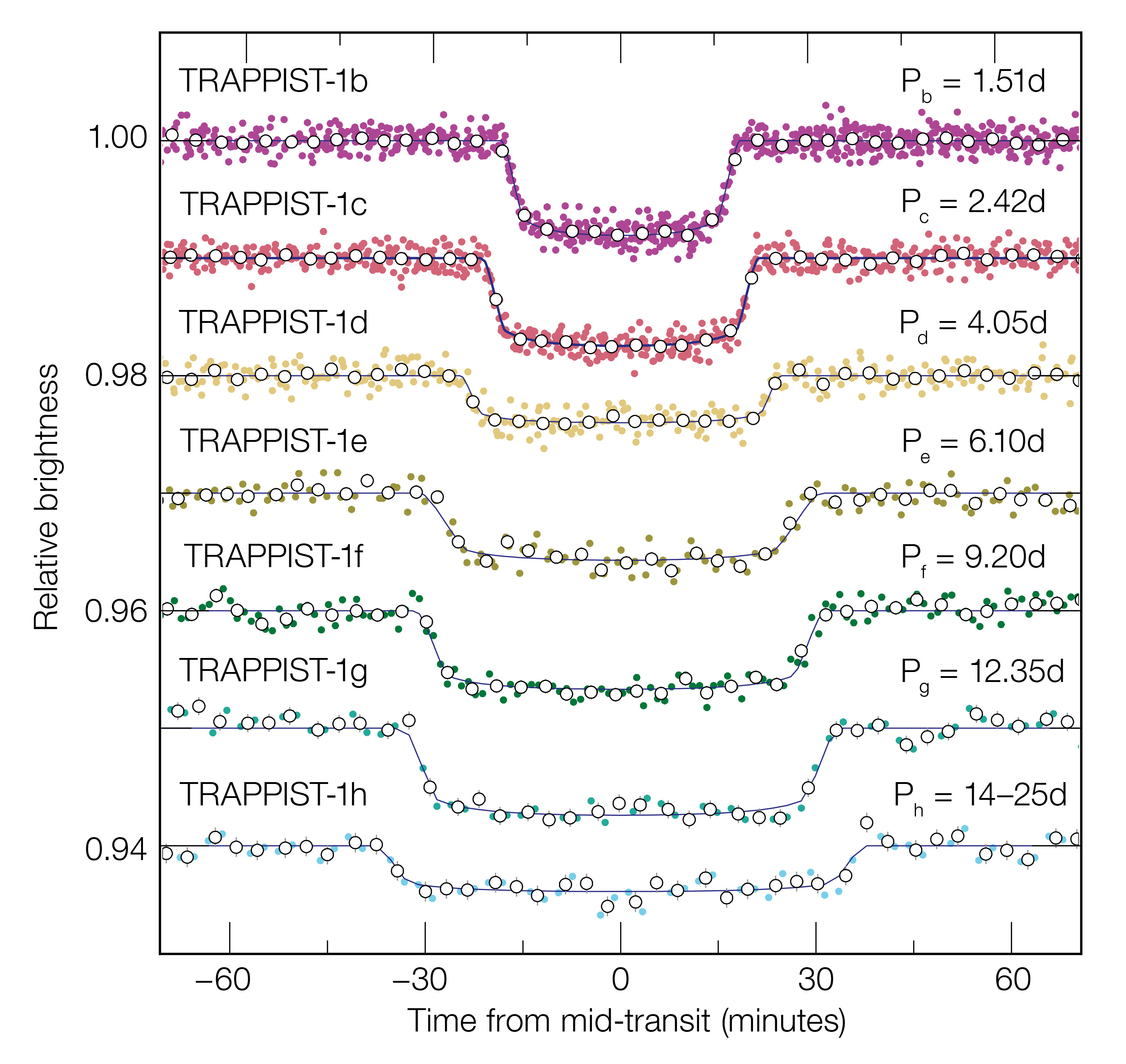
Helligkeitskurven von Trappist-1 a durch Bedeckung durch die einzelnen Planeten

Derzeit sind folgende Planeten in dem Planetensystem bekannt:
- Trappist-1 b ist der sonnennächste Planet und mit einer Gleichgewichtstemperatur von etwa 400 K (127 °C) zu heiß für flüssiges Wasser.
- Trappist-1 c besitzt eine Dichte vergleichbar zur Erde, was auf einen großen Eisenkern hindeutet. Auf seiner sonnenabgewandten Seite kann flüssiges Wasser vorkommen.
- Trappist-1 d gehört neben Trappist-1 h zu den beiden kleinsten bisher bekannten Planeten des Systems und liegt sonnenseitig nahe der Grenze der habitablen Zone. Seine sonnenabgewandte Seite könnte möglicherweise dennoch Leben beherbergen.
- Trappist-1 e liegt in der habitablen Zone, ebenfalls mit einer vergleichbaren Dichte zur Erde.
- Trappist-1 f liegt am äußeren Rand der habitablen Zone. Er hat eine geringere Dichte als die Erde und ist möglicherweise eine Ozeanwelt, deren sonnenabgewandte Seite von einer Eiskruste überzogen ist.
- Trappist-1 g liegt ebenfalls am äußeren Rand der habitablen Zone, aber auf seiner sonnenzugewandten Seite dürften unter Annahme einer erdähnlichen Atmosphäre lebensfreundliche Temperaturen herrschen. Er ist etwas größer und massereicher als die Erde, wobei die Dichte geringer ist.
- Trappist-1 h ist der vom Stern am weitesten entfernte bekannte Planet. Er ist von der Größe her vergleichbar mit Trappist-1 d. Aufgrund seiner Entfernung ist er wahrscheinlich zu kalt für flüssiges Wasser an seiner Oberfläche.

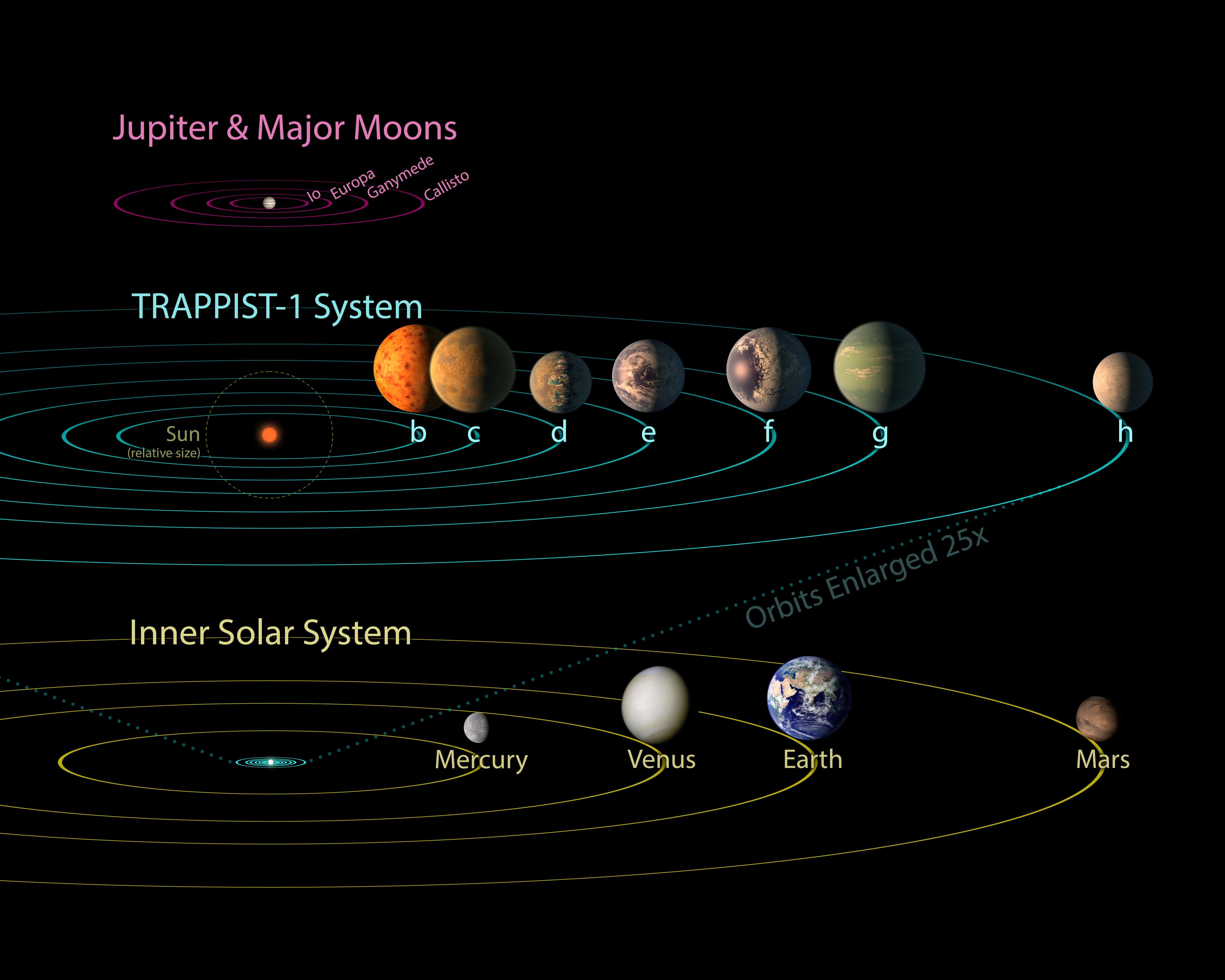
Größenvergleich des Jupitersystems (oben) mit dem Trappist-1-System (Mitte). Darunter ein Größenvergleich zu dem um den Faktor 25 verkleinerten Sonnensystem. Die Planeten sind im Verhältnis zu den Umlaufbahnen stark vergrößert eingezeichnet.

| Planet (Reihenfolge vom Stern aus) | Entdeckt | Masse (Erdmassen) | Radius (Erdradien) | Dichte (g/cm³)  | Große Halbachse der Bahn (AU) | Umlaufzeit (Tage) | Exzentrizität | Bahnneigung (Grad) | Gleichgewichts- temperatur (Kelvin) |
| ---------------------------------- | -------- | ----------------- | ------------------ | --------------- | ----------------------------- | ----------------- | ------------- | ------------------ | ----------------------------------- |
| b                                  | 2016     | 1,38 ± 0,06       | 1,12 ± 0,01        | 5,43 ± 0,27     | 0,0115                        | 01,51             | 0,00622       | 89,73 ± 0,17       | 391,8 ± 5,5                         |
| c                                  | 2016     | 1,31 ± 0,05       | 1,10 ± 0,01        | 5,45 ± 0,23     | 0,0158                        | 02,42             | 0,00654       | 89,78 ± 0,12       | 334,8 ± 4,7                         |
| d                                  | 2016     | 0,39 ± 0,01       | 0,79 ± 0,01        | 4,35 ± 0,16     | 0,0223                        | 04,05             | 0,00837       | 89,90 ± 0,08       | 282,1 ± 4,0                         |
| e                                  | 2017     | 0,69 ± 0,01       | 0,92 ± 0,01        | 4,89 +0,17−0,18 | 0,0293                        | 06,10             | 0,00510       | 89,79 ± 0,05       | 246,1 ± 3,5                         |
| f                                  | 2017     | 1,04 ± 0,02       | 1,05 ± 0,01        | 5,01 +0,14−0,16 | 0,0385                        | 09,21             | 0,01007       | 89,74 ± 0,02       | 214,5 ± 3,0                         |
| g                                  | 2017     | 1,32 ± 0,02       | 1,13 ± 0,01        | 5,04 +0,14−0,16 | 0,0469                        | 12,35             | 0,00208       | 89,74 ± 0,01       | 194,5 ± 2,7                         |
| h                                  | 2017     | 0,33 ± 0,02       | 0,76 ± 0,01        | 4,15 +0,32−0,30 | 0,0619                        | 18,77             | 0,00567       | 89,81 ± 0,01       | 169,2 ± 2,4                         |